# Покутье (деревня)
Поку́тье (бел. Пакуцце) — деревня в составе Михеевского сельсовета Дрибинского района Могилёвской области Республики Беларусь.

## Население
- 1999 год — 100 человек
- 2010 год — 61 человек

## Знаменитые земляки
- Сацукевич Владимир Николаевич - доктор медицинских наук, профессор, заслуженный врач РСФСР, полковник медицинской службы.